# Бранко (футболист)
Клаудио Ибраим Вас Леал (порт.-браз. Cláudio Ibrahim Vaz Leal; род. 4 апреля 1964 года, Баже, штат Риу-Гранди-ду-Сул), известный как Бра́нко (порт.-браз. Branco) — бразильский футболист, защитник. Выступал за сборную Бразилии.

## Достижения
- Участник чемпионатов мира:
- 1986 (на турнире сыграл 5 матчей, 480 минут, заработал 1 жёлтую карточку, реализовал послематчевый пенальти в 1/4 финала в ворота сборной Франции)
- 1990 (на турнире сыграл 4 матча, 360 минут, заработал 1 жёлтую карточку)
- 1994 (на турнире сыграл 3 матча, 300 минут, забил 1 мяч в ворота сборной Нидерландов на 81-й минуте)
- Чемпион мира: 1994
- Обладатель Кубка Америки: 1989
- Серебряный призёр Кубка Америки: 1991
- Чемпион штата Рио-де-Жанейро: 1983, 1984, 1985
- Чемпион Бразилии: 1984
- Чемпион Португалии: 1990
- Обладатель Суперкубка Португалии: 1990
- Обладатель Кубка Португалии: 1991